# Егоров, Николай Петрович
Никола́й Петро́вич Его́ров (25 ноября 1936, Мятиково, Горномарийский район, Марийская АССР — 20 июня 2012, Козьмодемьянск, Марий Эл) — марийский советский поэт-песенник, переводчик, журналист, сценарист, педагог, член Союза журналистов СССР. Заслуженный работник культуры РФ (1994), заслуженный работник культуры Марийской АССР (1987). Автор текстов гимнов Козьмодемьянска и Горномарийского района Марий Эл. Член КПСС.

## Биография
Родился в крестьянской семье. Окончил Пайгусовскую школу и Козьмодемьянское педагогическое училище (1955). После окончания учёбы учительствовал в Картуковской 7-летней школе.
В 1963 году окончил МГПИ им. Н. К. Крупской, перед этим 1 год был заведующим школьным отделом Еласовского РК ВЛКСМ.
По окончании учёбы с 1963 года работал преподавателем кафедры русского языка в МГПИ, совмещая работу с деятельностью в роли секретаря комитета комсомола института.
В 1964 году стал заведующим отделом пропаганды редакции газеты «Молодой коммунист».
С 1968 по 1975 годы — заведующий корреспондентской сетью, редактор, старший редактор редакции пропаганды Комитета по телевидению и радиовещанию Марийской АССР, а с 1977 по 1981 годы — старший редактор молодёжных передач, главный редактор общественно-политических передач на Марийском радио. Радиожурналы «Рвезылык» («Молодость»), «Ровесник», передачи «Сельская жизнь: на трудовой вахте», «Щедрость родной земли», «Село и его проблемы» имели большой общественный резонанс в эфире на марийской земле и её пределами.
Несколько лет проживал в Казахстане, трудясь в редакции одной из местных газет.
Выйдя на пенсию, был ответственным редактором радиостудии «Акпарс» в Козьмодемьянске, где сам и вёл передачи.
Член Союза журналистов СССР.

## Творчество
Литературным творчеством занимался более 50 лет.
Первые стихи Н. Егорова были опубликованы в горномарийских газетах «Ленин корны» («Ленинский путь», Козьмодемьянск), «Ленин знамя» (Еласы), в республиканских газетах «Ямде лий» («Будь готов!»), «Марий коммуна», журнале «Ончыко» («Вперёд!»), коллективных сборниках Марийского книжного издательства.
Позже он стал признан как поэт-лирик, привлёк внимание композиторов своими мелодичными текстами. На слова поэта ныне написано более 200 песен, в том числе гимны Горномарийского района Марий Эл и Козьмодемьянска (в переводе на русский язык Анатолия Мосунова), многие из них сейчас хранятся в фондах ГТРК «Марий Эл» и горномарийской радиостудии «Акпарс».
В содружестве с композитором В. Куприяновым Н. Егоров стал создателем марийской эстрадной песни как нового жанра в национальной музыке.
В течение многих лет был основателем и руководителем студенческих ансамблей «Пеледыш» («Цветы») и «Цолга шӹдӹр» («Немеркнущая звезда»).
Н. Егоров — автор 15 книг, нескольких учебных и методических пособий, программ для горномарийских школ и дошкольных учреждений. Писал сценарии к фильмам А. Амельченко, некоторые из них стали призовыми в российских конкурсах и фестивалях.
Он перевёл на горномарийский язык романы К. Васина «Воссоединение», Р. Стивенсона «Остров сокровищ», трагедию У. Шекспира «Леди Макбет», эти переводы были отмечены премией Общества М. А. Кастрена (Финляндия). Лучшие произведения поэта переведены на русский и татарский языки.
«Творчество Егорова Николая Петровича — это целое явление в горномарийском искусстве», — такую оценку его работе дал лауреат Государственной премии Республики Марий Эл, народный поэт республики Геннадий Матюковский.
Н. Егоров — участник VI, VII, VIII Международных конгрессов финно-угорских народов.

## Основные произведения
Ниже представлен список основных произведений Н. Егорова на горномарийском языке и в переводе на другие языки:

### На горномарийском языке
- Куги ӹлӹштӓш: лыдышвлӓ [Берёзовый лист: стихи]. Йошкар-Ола, 1968.
- Студентвлӓ: лирическая поэма // Йыл коэвлӓ. Йошкар-Ола, 1968, с. 68—75.
- Изи космонавтлӓ: лыдышвлӓ [Маленькие космонавты: стихи]. Йошкар-Ола, 1969.
- Октябрьын салымжы: поэма. 1—шӹ ч. // Ир жерӓ. Йошкар-Ола, 1970. С. 7—23.
- Йӹрӓлтӹш: лыдышвлӓ [Улыбка: стихи]. Йошкар-Ола, 1973.
- Октябрьын салымжы: поэма. 2—шӹ ч. // Шӹргӹ шужга. Йошкар-Ола, 1973. С. 3—18.
- Зори на БАМе: очерки. Йошкар-Ола, 1980.
- Кловой сӹнзӓ: лыдышвлӓ, поэмївлӓ, мырывлӓ [Голубые глаза: стихи, поэмы, песни]. Йошкар-Ола, 1985.
- Цӓрӓ ялан жепем: повесть—ӓшӹндӓрӹмӓш [Босоногое детство: повесть-воспоминание]. Йошкар-Ола, 1992.
- Кым шошым: лыдышвлӓ [Три весны: стихи]. Йошкар-Ола, 1997.
- Туан элнӓ, тӹлӓт мырем: мырывлӓ, юмор дӓ сатира, лыдыш анекдотвлӓ [Край родимый, тебе пою: песни, юмор и сатира, анекдоты в стихах]. Йошкар-Ола, 2003.
- Кырык сирем — шачмы вӓрем: мырывлӓ, лыдышвлӓ, басньывлӓ, поэмӹвлӓ [Берег горный — край родимый: песни, стихи, басни, поэмы]. Йошкар-Ола, 2007.
- Пыргыж: повесть-ӓшӹндӓрӹмӓш // У сем. 2007. № 3. С. 90—111; № 4. С. 31—40; 2008. № 1. С. 3—14.

### В переводе на луговомарийский язык
- Изи космонавт: почеламут-влак / пер. на лугомар. А. Бика. Йошкар-Ола, 1980.
- Ӳжара шӱдыр: поэма / пер. на лугомар. // Ончыко. 1980. № 5. С. 8—10

### В переводе на русский язык
- Зори на БАМе; С вершин туманных сопок…; Нас время зовёт на порог…: стихи / пер. на рус. А. Сычёва // Дружба. Йошкар-Ола, 1977. С. 96—98. Балатон: стихи / пер. на рус. В. Фимина // Побратимы. Куйбышев, 1980. С. 248.
- Берег горный — край родимый; Каравай; Ятас; Родня: стихи / пер. на рус. А. Мосунова // Соловьиный родник. Йошкар-Ола, 1984. С. 274—276.